# بطارية نظائر مشعة

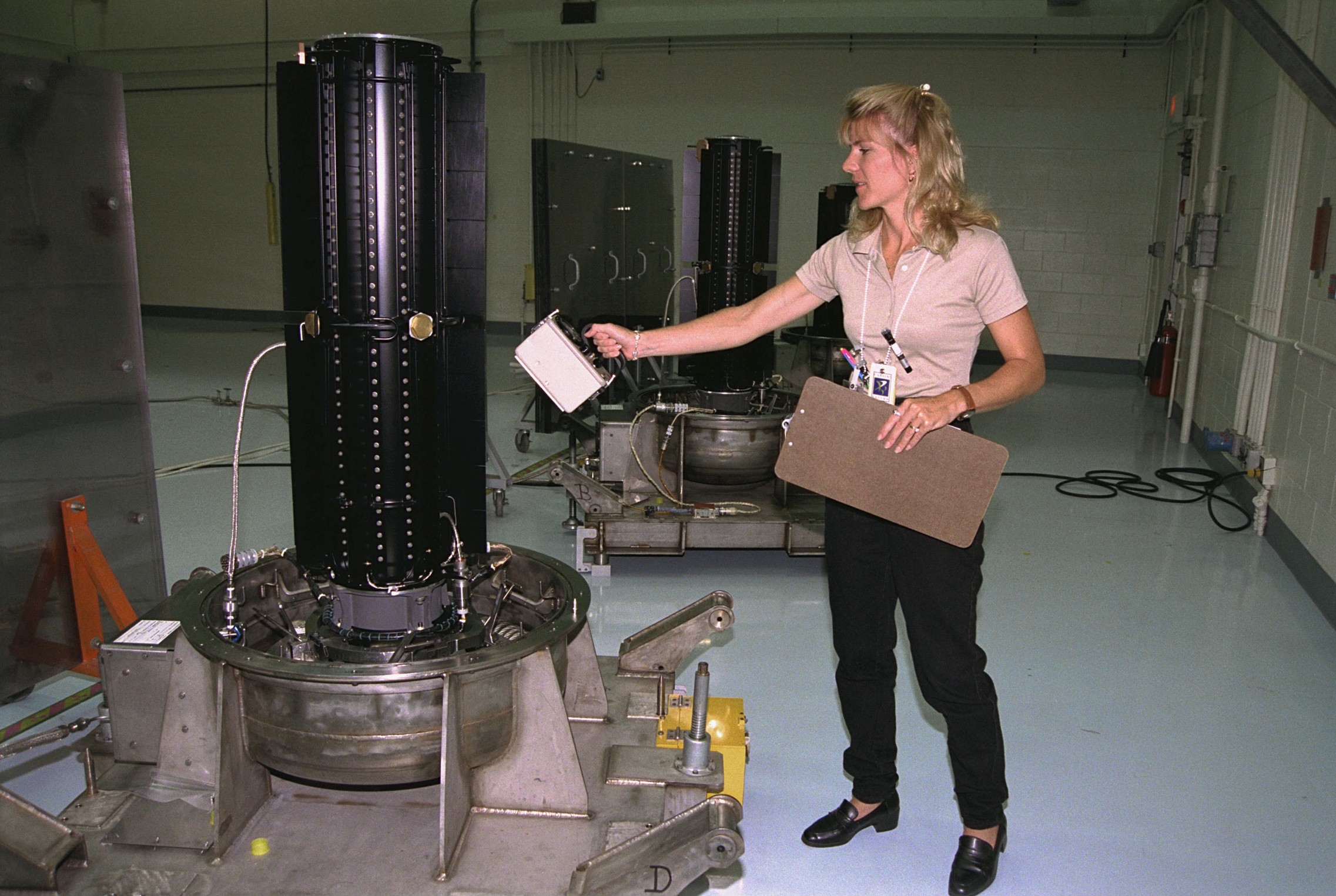
قياس شدة الإشعاع الصادرة من بطارية نظائر مشعة تستخدم في مسبار كاسيني-هايجنز الفضائي، قبل الإطلاق في مركز كينيدي للفضاء.

بطارية النظائر المشعة (بالإنجليزية: Radionuclidebattery) هي بطارية تنتج تيار كهربائي عن طريق الحرارة المتولدة عن النشاط الإشعاعي لبعض النظائر المشعة المناسبة. فهي لا تنتج الكهرباء عن طريق الانشطار النووي الذي يستغل في المفاعلات النووية وإنما باستغلال التحلل الإشعاعي الطبيعي للنظائر المشعة ويجب التفريق بينهما. تستخدم بطاريات النظائر المشعة في مسبارات الفضاء التي ترسل في بعثات لتصوير ودراسة الكواكب حولنا مثل فوياجر 1 وفوياجر 2.
بطاريات النظائر المشعة تكون عادة صغيرة الحجم وتنتج الكهرباء بدون الحاجة إلى أجزاء متحركة. والبطارية منها لا تحتاج إلى صيانة ويمكنها إنتاج التيار الكهربائي لمدد تتراوح بين 3 و10 سنوات. وهناك أنواع تطلق عليها «مولد نظائر مشعة» تستخدم في الطب للعلاج بالإشعاع، وهي تنتج نظير مشع ذي نصف عمر قصير مناسب للعلاج، ناشيئ عن نظير مشع له نصف عمر طويل، مثال على مولد النظير المشع مولد جاليوم-68.

## مكونات بطارية النظائر المشعة

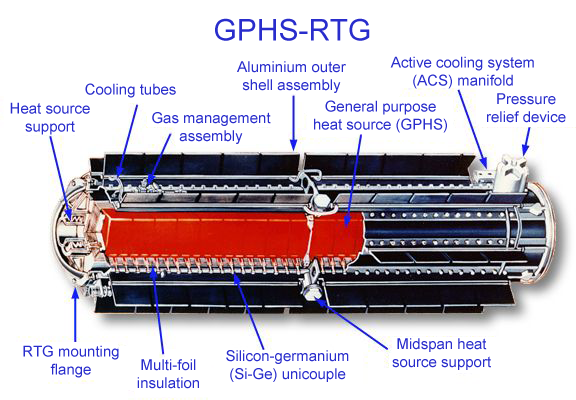
مقطع في بطارية نظائر مشعة مستخدمة في مسبار كاسيني-هايجنز

تنتج بطارية النظائر المشعة طاقتها الكهربائية عن طريق التحلل الإشعاعي للمواد المشعة، حيث تُستثمر الطاقة الحرارية الناتجة عن الانحلال الأشعاعي لإنتاج التيار الكهربائي عن طريق مجموعة مزدوجات حرارية. وهي تعمل بالبلوتونيوم-238 الشديد الإشعاع لأشعة ألفا المصحوبة بإصدار حرارة ، وبذلك فهي لا تحتاج إلى أجزاء متحركة.
تبلغ كفاءة إنتاج الكهرباء بين 3% إلى 8%. وتحتاج المزدوجات الحرارية فارقا كبيرا في الحرارة لإنتاج الكهرباء. ولذلك يسخن أحد أطراف المزدوج الحراري بالتلامس مع المصدر المشع بينما يشتت الطرف الآخر حرارته - ذو مساحة كبيرة نسبيا ولونه أسود - إلى محيطه المجاور فيبرد.
تتميز بطارية النظار المشعة بأن عمرها يعتمد على النظير المشع المختار حيث أنها لا تعتمد في عملها إلى أجزاء متحركة تتعرض للاستهلاك، ولا تحتاج مثل تلك البطارية إلى صيانة.
يمكن اعتبرها كبطارية وقد تم استخدامها على متن أقمار اصطناعية.

## وحدة تسخين من النظائر المشعة
تستخدم وحدات التسخين على متن مسبارات الفضاء والمركبات الكوكبية للحفاظ على درجة الحرارة المناسبة لعمل الأجهزة العلمية وحمايتها من البرودة في الفضاء بعيدا عن الشمس. وقد استخدمت تلك الوحدات على لونوخود (من البلوتونيوم) وكاسيني-هويغنز (ثاني أكسيد البلوتونيوم PuO2). تحتوي كبسولة المولد الحراري على 2.7 جرام من ثاني أكسيد البلوتونيوم وهي محفوظة في حافظة من سبيكة البلاتين والروديوم. ويغطي الحافظة عازل من الجرافيت. تبلغ مقاييس الكبسولة الكلي 2.6 سنتيمتر في 3.2 سنتيمتر ويبلغ وزنها نحو 40 جرام وتعطي قدرة حرارية مقدارها 1 وات.

## بطارية نظائر مشعة لمسبار فوياجر 2

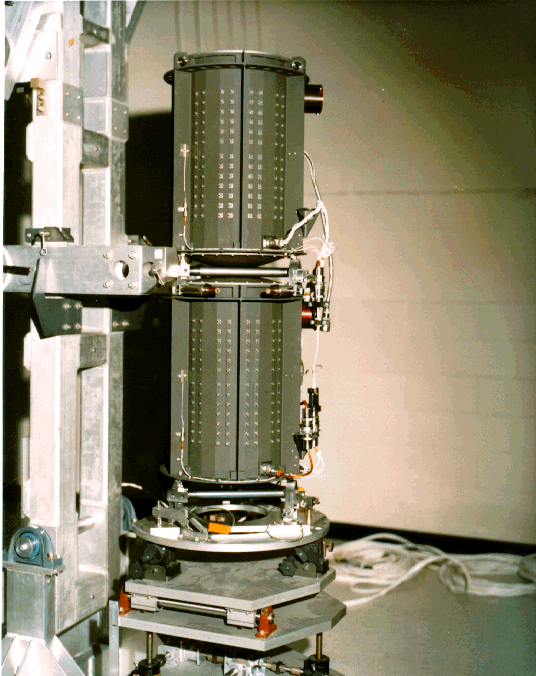
بطاريتان نوويتان من ثلاثة لمسبار فوياجر 2. البطارية تعمل بالنظير المشع :5و4 كيلوجرام من البلوتونيوم-238.

كانت بعثة فوياجر 1 وفوياجر 2 -وهما من نفس التصميم - إلى زحل والمشتري البعيدان عن الشمس، فلم يمكن تزويدهما بخلايا شمسية لإمدادهما بالطاقة والكهرباء. ولذلك زود كل منهما بثلاثة بطاريات نظائر مشعة مكملة بمزدوجات حرارية كهربائية من السيليسيوم - الجرمانيوم تحول الحرارة الناتجة عن النشاط الإشعاعي إلى طاقة كهربائية. كل بطارية مزودة 4.5 كيلوجرام من البلوتونيوم-238 لها عمر النصف 87.7 سنة، وهي تطلق أشعة ألفا عند التحلل الإشعاعي. وتوجد كل بطارية في وعاء من البريليوم طوله 0.5 متر وقطره 0.4 متر ويزن 39 كيلوجرام.
وقت الإقلاع كانت قدرة البطاريات 470 وات وتعطي جهدا مستمرا قدره 30 فولت. وبسبب التحلل الإشعاعي مع الوقت بمعدل 0.78 % سنويا، ونظرا لاستهلاك المزدوجات الحرارية أيضا مع الوقت فيكون الانخفاض الكلي في الطاقة بمعدل 1.38 % سنويا. ولذلك كانت بعض الأجهزة على المسبارين تغلق بحيث لا تعمل بين الحين والآخر لتوفير الطاقة اللازمة لأجهزة التوجيه والاتصال بالأرض.
وكانت البطاريات مثبته على ذراع طويل على المسبار بحيث لا تتأثر كثيرا الأجهزة الإلكترونية والأجهزة العلمية بالإشعاع. وينطبق ذلك بصفة أساسية على أشعة الانكباح الذي ينشأ من نفاذ أشعة ألفا في غلاف البطاريات.

## الوقود
هنالك عدة مواصفات للوقود المثالي لهذة الأجهزة :
1. يجب أن تكون له فترة عمر معتدلة كي يستمر في توليد الحرارة لفترة كافية
2. يفضل أن تكون نسبة الطاقة المتولدة من حجم معين من الوقود كبيرة
3. يفضل ان تكون الاشعاعات المنبعثة على شكل اشعاع بيتا أو الفا كي يتم امتصاصها بسهولة وتحويلها إلى حرارة للاستفادة منها. وكلما قلت اشعاعات غاما كانت أفضل

## اقرأ أيضا
- فيزياء نووية
- بلوتونيوم
- مزدوجة حرارية
- كاسيني-هويغنز
- فوياجر 1
- وحدة تسخين بالنظائر المشعة